# Douglas Partie
Robert Douglas („Doug”) Partie (ur. 21 października 1961 w Santa Barbara) – amerykański siatkarz (środkowy), reprezentant Stanów Zjednoczonych. Dwukrotny medalista olimpijski.
Mierzący 198 cm wzrostu zawodnik znajdował się w składzie mistrzów olimpijskich w Seulu. W 1992 w Barcelonie zdobył brązowy medal. Brał udział w IO 96. Był mistrzem świata w 1986. Grał we Włoszech, z Philips Modena (1989) był mistrzem tego kraju.